# Notanisus gracilis
Notanisus gracilis är en stekelart som först beskrevs av Yang 1996.  Notanisus gracilis ingår i släktet Notanisus och familjen puppglanssteklar. Inga underarter finns listade i Catalogue of Life.